# Trachylepis betsileana
Espèce
Synonymes
- Mabuia betsileana Mocquard, 1906
- Mabuya betsileana (Mocquard, 1906)
- Euprepis betsileana (Mocquard, 1906)

Statut de conservation UICN

 DD  : Données insuffisantes
Trachylepis betsileana est une espèce de sauriens de la famille des Scincidae.

## Répartition
Le statut de cette espèce n'est pas clair et sa présence à Madagascar est incertaine.

## Publication originale
- Mocquard, 1906 : Description de quelques espèces nouvelles de Reptiles. Bulletin du Muséum national d'histoire naturelle, vol. 12, p. 464-467 (texte intégral).